# Canadian International Stakes
Groupe 1
Les Canadian International Stakes est une course hippique de plat se déroulant au Canada au mois d'octobre sur l'hippodrome de Woodbine à Toronto.
Cette épreuve de Groupe I, réservée aux chevaux de 3 ans et plus, a connu plusieurs formules et plusieurs noms depuis sa création en 1938. Depuis 1987, elle se court sur la distance de 2 400 mètres, sur gazon, corde à gauche, et son allocation s'élève à 1 500 000 $. C'est un rendez-vous majeur du calendrier des courses en Amérique du Nord, qui fait partie du "Breeders' Cup Challenge series" et qualifie directement son lauréat pour la Breeders' Cup Turf. La course se court le même jour que les E.P. Taylor Stakes, réservées aux juments. Elle attire régulièrement des chevaux européens et fut en 1973 le cadre de la dernière apparition, victorieuse, du crack Secretariat.

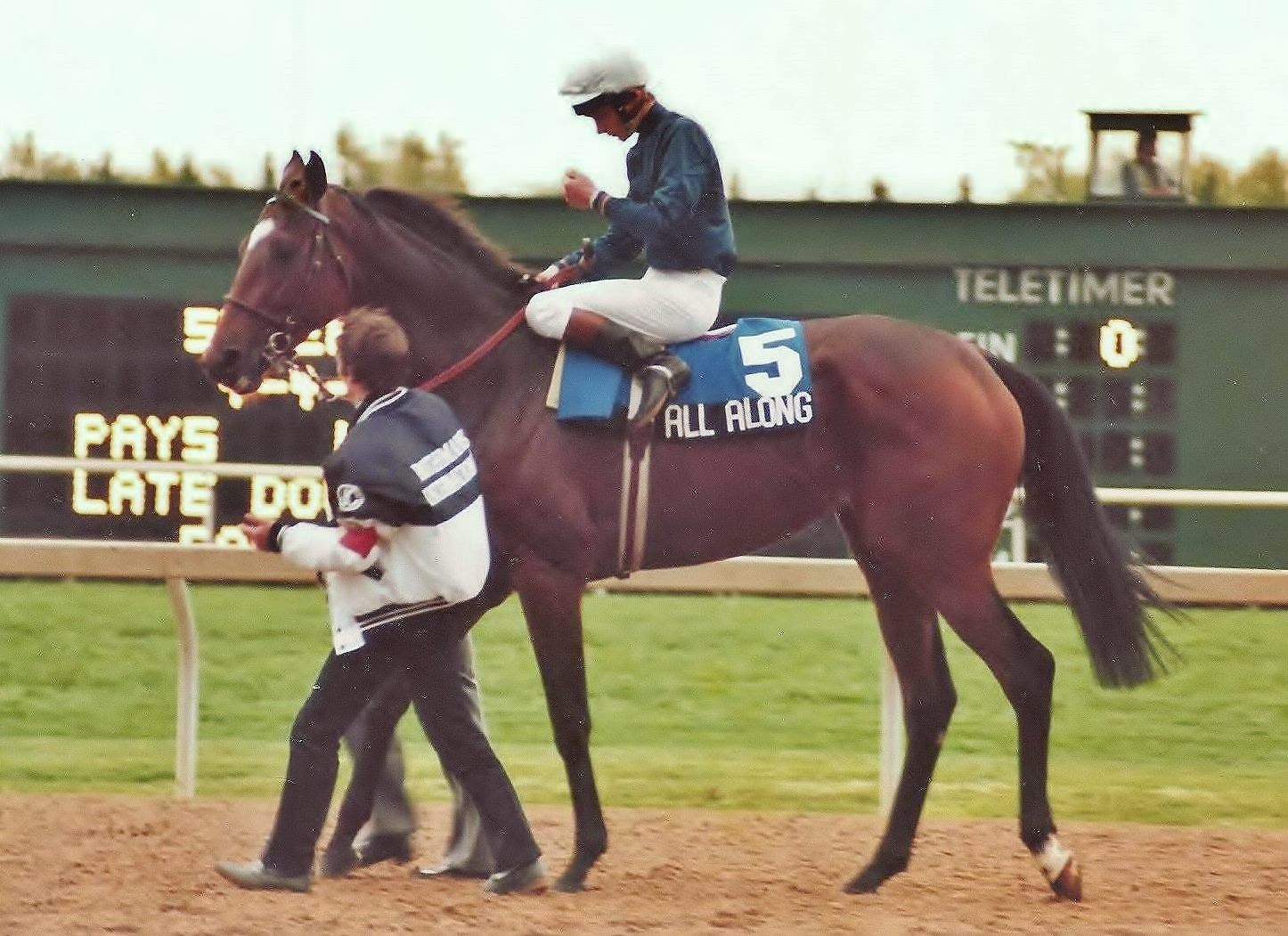
All Along au départ de la course en 1983

## Palmarès
| Année | Vainqueur        | S/A             | Pays            | Père              | Jockey               | Entraîneur             | Propriétaire                | Deuxième           | Troisième        | Temps           |
| ----- | ---------------- | --------------- | --------------- | ----------------- | -------------------- | ---------------------- | --------------------------- | ------------------ | ---------------- | --------------- |
| 2024  | Édition annulée  | Édition annulée | Édition annulée | Édition annulée   | Édition annulée      | Édition annulée        | Édition annulée             | Édition annulée    | Édition annulée  | Édition annulée |
| 2023  | Nations Pride    | M.4             | Royaume-Uni     | Teofilo           | William Buick        | Charlie Appleby        | Godolphin                   | Royal Champion     | Adhamo           | 2'03"65         |
| 2022  | Édition annulée  | Édition annulée | Édition annulée | Édition annulée   | Édition annulée      | Édition annulée        | Édition annulée             | Édition annulée    | Édition annulée  | Édition annulée |
| 2021  | Walton Street    | H.7             | Royaume-Uni     | Cape Cross        | Lanfranco Dettori    | Charlie Appleby        | Écurie Godolphin            | Desert Encounter   | Primo Touch      | 2'29"07         |
| 2020  | Édition annulée  | Édition annulée | Édition annulée | Édition annulée   | Édition annulée      | Édition annulée        | Édition annulée             | Édition annulée    | Édition annulée  | Édition annulée |
| 2019  | Desert Encounter | H.7             | Royaume-Uni     | Halling           | Andrea Atzeni        | David Simcock          | Abdulla Al Mansoori         | Alounak            | Ziyad            | 2'28"62         |
| 2018  | Desert Encounter | H.6             | Royaume-Uni     | Halling           | Andrea Atzeni        | David Simcock          | Abdulla Al Mansoori         | Thundering Blue    | Focus Group      | 2'28"88         |
| 2017  | Bullards Alley   | H.5             | États-Unis      | Flower Alley      | Eurico Rosa da Silva | Tim Glyshaw            | Spalding, Wayne & McCubbins | Oscar Nominated    | Flamboyant       | 2'34"37         |
| 2016  | Erupt            | M.4             | France          | Dubawi            | Stéphane Pasquier    | Francis-Henri Graffard | Famille Niarchos            | Dartmouth          | Wake Forest      | 2'30"87         |
| 2015  | Cannock Chase    | M.4             | Royaume-Uni     | Lemon Drop Kid    | Ryan Moore           | Michael Stoute         | Saeed Suhail                | Up With The Birds  | Sheikhzayedroad  | 2'29"26         |
| 2014  | Hillstar         | M.4             | Royaume-Uni     | Danehill Dancer   | Ryan Moore           | Michael Stoute         | Evelyn de Rothschild        | Big Blue Kitten    | Dynamic Sky      | 2'29"00         |
| 2013  | Joshua Tree      | M.6             | Irlande         | Montjeu           | Ryan Moore           | Mario Botti            | K.K.Al Nabooda & K.Albahou  | Hyper              | Seismos          | 2'35"45         |
| 2012  | Joshua Tree      | M.5             | Irlande         | Montjeu           | Frankie Dettori      | Mario Botti            | K.K.Al Nabooda & K.Albahou  | Dandino            | Forte Dei Marmi  | 2'30"89         |
| 2011  | Sarah Lynx       | F.4             | France          | Montjeu           | Christophe Soumillon | John Hammond           | Mrs. Robert G. Ehrnooth     | Joshua Tree        | Treasure Beach   | 2'34"90         |
| 2010  | Joshua Tree      | M.3             | Irlande         | Montjeu           | Colm O'Donoghue      | Aidan O'Brien          | Smith, Magnier & Tabor      | Mores Wells        | Redwood          | 2'32"72         |
| 2009  | Champs Élysées   | M.6             | France          | Danehill          | Garrett Gomez        | Robert J. Frankel      | Juddmonte Farms             | Jukebox Jury       | Buccellati       | 2'28"36         |
| 2008  | Marsh Side       | M.5             | États-Unis      | Gone West         | Javier Castellano    | Neil D. Drysdale       | Robert S. Evans             | Spice Route        | Champs Elysées   | 2'28"73         |
| 2007  | Cloudy's Knight  | M.7             | États-Unis      | Lord Avie         | Ramsey Zimmerman     | Frank J. Kirby         | S J Stables LLC             | Ask                | Quijano          | 2'27"71         |
| 2006  | Collier Hill     | H.8             | Royaume-Uni     | Dr Devious        | Dean McKeown         | Alan Swinbank          | R. Hall, D. Abell, R. Crowe | Go Deputy          | Sky Conqueror    | 2'37"34         |
| 2005  | Relaxed Gesture  | M.4             | Royaume-Uni     | Indian Ridge      | Corey Nakatani       | Christophe Clément     | Moyglare Stud               | Meteor Storm       | Electrocutionist | 2'32"64         |
| 2004  | Sulamani         | M.5             | France          | Hernando          | Frankie Dettori      | Saeed bin Suroor       | Godolphin Racing            | Simonas            | Brian Boru       | 2'28"64         |
| 2003  | Phoenix Reach    | M.3             | Royaume-Uni     | Alhaarth          | Martin Dwyer         | Andrew Balding         | Winterbeck Manor Stud       | Macaw              | Brian Boru       | 2'33"62         |
| 2002  | Ballingarry      | M.3             | Irlande         | Sadler's Wells    | Michael Kinane       | T. J. Comerford        | Coolmore                    | Falcon Flight      | Yavanas Pace     | 2'31"68         |
| 2001  | Mutamam          | M.6             | Royaume-Uni     | Darshaan          | Richard Hills        | Alec Stewart           | Shadwell Racing             | Paolini            | Lodge Hill       | 2'28"46         |
| 2000  | Mutafaweq        | M.4             | Royaume-Uni     | Silver Hawk       | Frankie Dettori      | Saeed bin Suroor       | Godolphin Racing            | Williams News      | Daliapour        | 2'27"62         |
| 1999  | Thornfield       | H.5             | États-Unis      | Sky Classic       | Richard Dos Ramos    | Phil England           | Knob Hill Stable            | Fruits of Love     | Courteous        | 2'32"39         |
| 1998  | Royal Anthem     | M.3             | États-Unis      | Theatrical        | Gary Stevens         | Henry Cecil            | The Thoroughbred Corp.      | Chief Bearhart     | Parade Ground    | 2'29"60         |
| 1997  | Chief Bearhart   | M.4             | Canada          | Chief's Crown     | Jose Santos          | Mark Frostad           | Sam-Son Farm                | Down The Aisle     | Romanov          | 2'29"00         |
| 1996  | Singspiel        | M.4             | Royaume-Uni     | In The Wings      | Gary Stevens         | Michael Stoute         | Cheikh Mohammed             | Chief Bearhart     | Mecke            | 2'33"20         |
| 1995  | Lassigny         | M.4             | France          | Gone West         | Pat Day              | William I. Mott        | Prince Sultan al Kabeer     | Mecke              | Hasten To Add    | 2'29"80         |
| 1994  | Raintrap         | M.4             | France          | Rainbow Quest     | Robbie Davis         | André Fabre            | Juddmonte Farms             | Alywow             | Volochine        | 2'25"60         |
| 1993  | Husband          | M.3             | France          | Diesis            | Cash Asmussen        | John Fellows           | Keswick Stables             | Cozzene's Prince   | Regency          | 2'36"40         |
| 1992  | Snurge           | M.5             | Royaume-Uni     | Ela-Mana-Mou      | Richard Quinn        | Paul Cole              | Martyn Arbib                | Ghazi              | Wiorno           | 2'39"00         |
| 1991  | Sky Classic      | M.4             | Canada          | Nijinsky          | Pat Day              | Jim Day                | Sam-Son Farm                | Panoramic          | Tot of Rum       | 2'27"80         |
| 1990  | French Glory     | M.4             | France          | Sadler's Wells    | Pat Eddery           | André Fabre            | Juddmonte Farms             | Sky Classic        | Cozzenes Prince  | 2'34"80         |
| 1989  | Hodges Bay       | H.4             | États-Unis      | Vigors            | Jean Cruguet         | Willard C. Freeman     | George E. Robb              | Steady Power       | Charlie Barley   | 2'33"80         |
| 1988  | Infamy           | F.4             | Royaume-Uni     | Shirley Heights   | Ray Cochrane         | Luca Cumani            | Gerald W. Leigh             | El Señor           | Delighter        | 2'29"00         |
| 1987  | River Memories   | M.3             | France          | Riverman          | Chris McCarron       | Robert Collet          | Alan Clore                  | Sadjiyd            | Sir Harry Lewis  | 2'32"80         |
| 1986  | Southjet         | M.3             | États-Unis      | Northjet          | Jose Santos          | Angel Penna            | Dogwood Stable              | Shardari           | Royal Treasurer  | 2'54"60         |
| 1985  | Nassipour        | M.5             | Irlande         | Blushing Groom    | Jean-Luc Samyn       | Stephen L. DiMauro     | Dogwood Stable              | Sumayr             | Triptych         | 2'48"20         |
| 1984  | Majesty's Prince | M.5             | États-Unis      | His Majesty       | Laffit Pincay Jr     | Joseph B. Cantey       | John D. Marsh               | Jack Slade         | Esprit du Nord   | 2'42"80         |
| 1983  | All Along        | F.4             | France          | Targowice         | Walter Swinburn      | Patrick Biancone       | Daniel Wildenstein          | Thunder Puddles    | Majesty's Prince | 2'45"00         |
| 1982  | Majesty's Prince | M.5             | États-Unis      | His Majesty       | Eddie Maple          | Joseph B. Cantey       | John D. Marsh               | Thunder Puddles    | Paradise         | 2'49"40         |
| 1981  | Open Call        | H.3             | États-Unis      | Stage Door Johnny | Jorge Velasquez      | John M. Gaver, Jr.     | Greentree Stable            | Rainbow Connection | Johnny Dance     | 2'53"40         |
| 1980  | Great Neck       | M.4             | États-Unis      | Tentam            | Mike Venezia         | Jan H. Nerud           | Tartan Stable               | Buckpoint          | Ben Fab          | 2'42"60         |
| 1979  | Golden Act       | M.3             | États-Unis      | Gummo             | Sandy Hawley         | Loren Rettele          | W. Oldknow & R. W. Phipps   | Trillion           | Gain             | 2'48"60         |
| 1978  | Mac Diarmida     | M.3             | États-Unis      | Minnesota Mac     | Jean Cruguet         | Scotty Schulhofer      | Jerome M. Torsney           | Dom Alaric         | Amazer           | 2'41"20         |
| 1977  | Exceller         | M.4             | France          | Vaguely Noble     | Angel Cordero, Jr.   | Maurice Zilber         | Nelson Bunker Hunt          | Majestic Light     | Johnny D         | 2'52"40         |
| 1976  | Youth            | M.3             | France          | Ack Ack           | Sandy Hawley         | Maurice Zilber         | Nelson Bunker Hunt          | Improviser         | Effervescing     | 2'48"00         |
| 1975  | Snow Knight      | M.4             | Royaume-Uni     | Firestreak        | Jorge Velasquez      | MacKenzie Miller       | Windfields Farm             | Comtesse de Loir   | Carney's Point   | 2'43"20         |
| 1974  | Dahlia           | F.4             | France          | Vaguely Noble     | Ron Turcotte         | Maurice Zilber         | Nelson Bunker Hunt          | Big Spruce         | Carney's Point   | 2'40"00         |
| 1973  | Secretariat      | M.3             | États-Unis      | Bold Ruler        | Ron Turcotte         | Lucien Laurin          | Meadow Stable               | Big Spruce         | Golden Don       | 2'41"80         |